# Allilestrenolo
L’allilestrenolo è un progestinico di sintesi appartenente al gruppo degli estrenoli. Il farmaco ha un'azione placentotropa, poiché stimola la produzione di progesterone da parte della placenta e induce un significativo aumento delle gonadotropine corioniche e di estrogeni.
L'allilestrenolo ed i suoi metaboliti ottenuti per biotrasformazione epatica si distribuiscono in tutto l'organismo e vengono poi eliminati rapidamente attraverso le feci (92%).
La DL50 nel topo e nel ratto, per os, risulta di 5 g/kg.
Trattamento della minaccia di aborto, profilassi dell'aborto abituale e trattamento della minaccia di parto prematuro.
Viene somministrato per via orale in forma di compresse.
I progestinici associati a estrogeni causano un'alta incidenza di episodi tromboembolici. Altre reazioni segnalate con l'uso di progestinici in associazioni diverse: ipertensione in soggetti predisposti; sindrome premestruale, variazione della libido, vertigini, nervosismo, cefalea, irsutismo, rash cutanei, alterazioni dei test di funzionalità epatica.
Controindicato in casi di ipersensibilità al farmaco, di emorragie genitali anomale non diagnosticate, di malattie tromboemboliche e tromboflebitiche, e di grave insufficienza epatica. Occorre somministrare con cautela in pazienti con epilessia, asma, diabete, insufficienza cardiaca o renale. È stato dimostrato che l'allilestrenolo non è embriotossico, né teratogeno, né virilizzante sul feto femmina, ciò che ne consente l'uso in gravidanza.